# Tuinen van Bomarzo

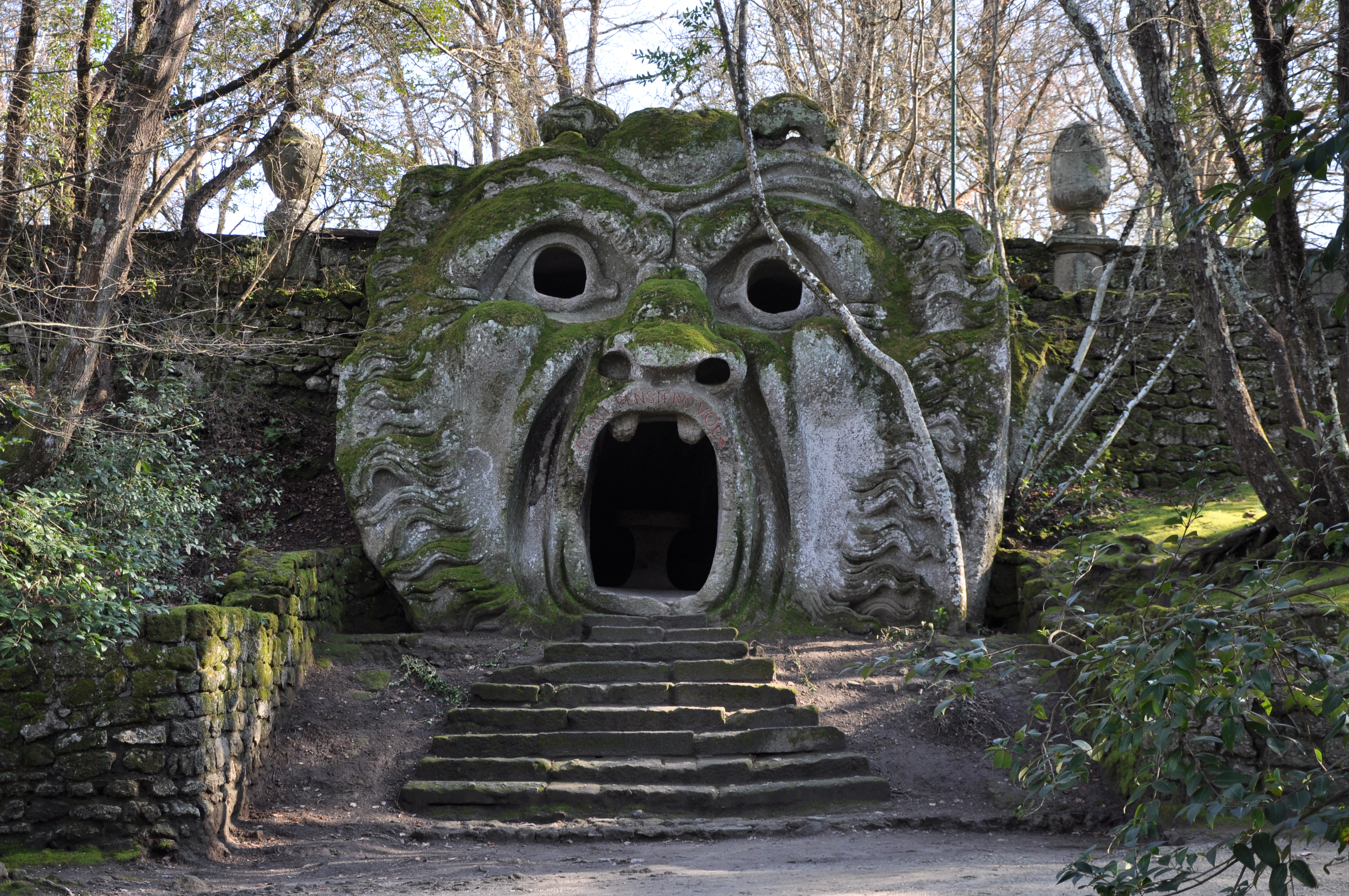
Monster in De Tuinen van Bomarzo

De Tuinen van Bomarzo, ook Park der monsters genoemd (Italiaans: Parco dei Mostri di Bomarzo), is een maniëristisch vormgegeven tuinencomplex in het Italiaanse stadje Bomarzo, waarin groteske beelden en naar voorbeelden uit de oudheid gemaakte, reusachtige architektonische voorstellingen zijn geplaatst. Het park wordt ook wel Sacro Bosco (Heilig Woud) genoemd.

## Het park

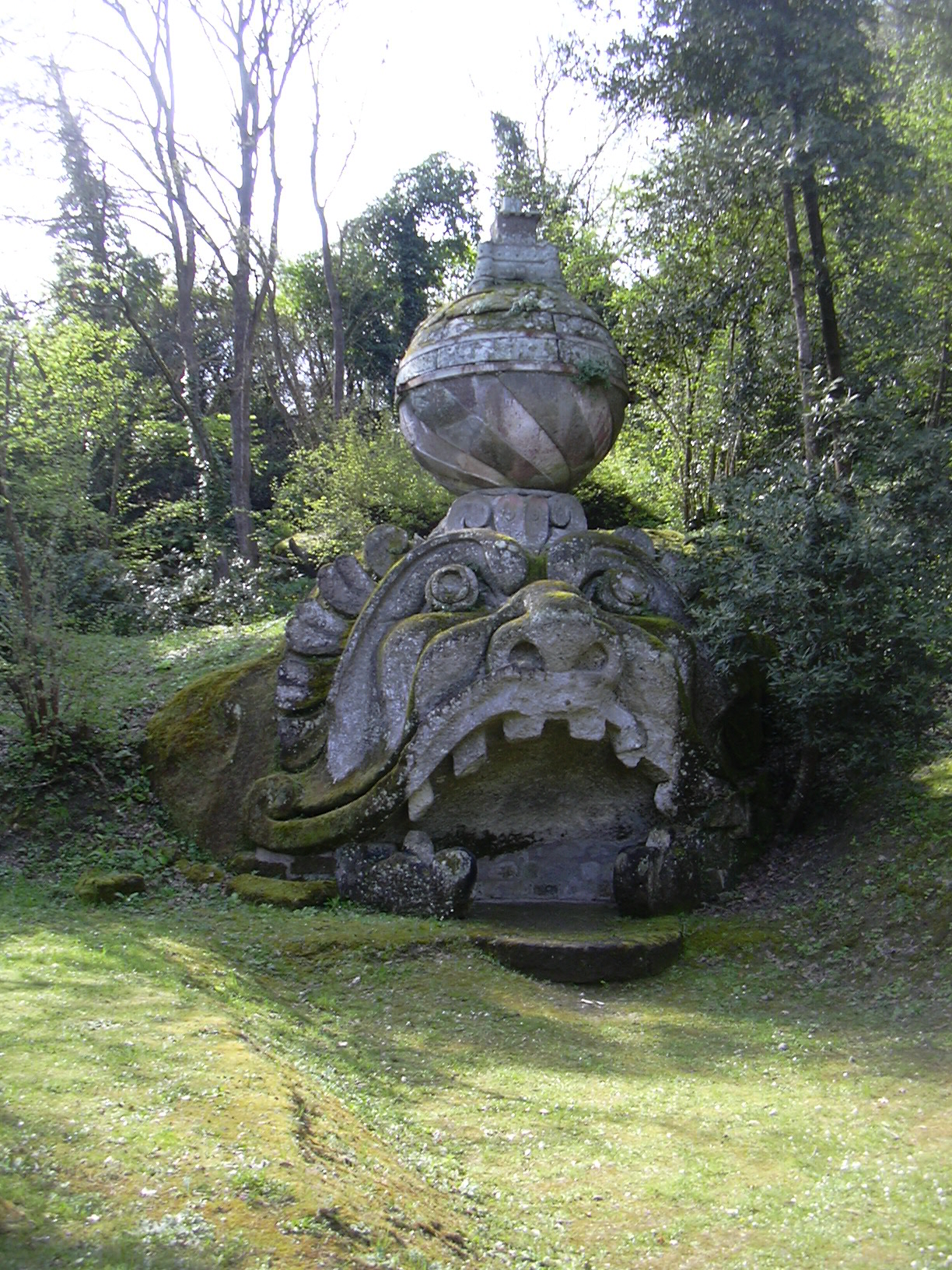
Glaukos in de Tuinen van Bomarzo

De tuinen werden in 1547 ontworpen door Pirro Ligorio, een bekend architect en oudheidkundige uit die tijd, samen met Giacomo Barozzi da Vignola. Alle sculpturen zijn nu toegeschreven aan Simone Moschino (1533-1610), in nauw overleg met de opdrachtgever Pier Francesco Orsini. 
De tuinen liggen in een klein bosrijk dal, ongeveer twee kilometer buiten het stadje Bomarzo in de provincie Viterbo in Midden-Italië, onmiddellijk ten noorden van de regio Latium.

## Verwijzingen in kunst en literatuur
- Alberto Ginastera's opera Bomarzo uit 1967 is gebaseerd op het leven van Pier Francesco Orsini, zoals verteld in het gelijknamige boek Bomarzo, geschreven door de Argentijnse schrijver Manuel Mujica Láinez
- De bizarre beelden in de Tuinen van Bomarzo vormden een inspiratiebron voor kunstenaars als Jean Cocteau en Salvador Dali en Carel Willink. Deze laatste bracht na de dood van zijn 2e vrouw Wilma Willink een bezoek aan De tuinen van Bomarzo en heeft diverse keren de beelden gebruikt in zijn schilderijen.
- Hella Haasse schreef in 1968 het boek De tuinen van Bomarzo (essays)